# 龍潭棒球場
龍潭棒球場是位於臺灣桃園市龍潭區的棒球場，昔日為中華職棒兄弟象的練習場地；2001年4月14日中華職棒曾在此球場舉辦至今唯一的一場職棒例行賽（兄弟象對中信鯨）。現今主要為大專軟式棒球的比賽與練習場地，並提供對外租用。
棒球場旁設有棒球名人堂展覽館，展示台灣棒球歷史及台灣棒球名人堂入選者的相關文物。2019年11月30日新設名人堂花園大飯店。

## 球場資訊
- 觀眾席數：5,000席
- 右外野：340呎
- 中外野：400呎
- 左外野：340呎

## 交通資訊

### 國光客運
台北轉運站國光客運往竹東班車（北二高龍潭市區），每30分鐘一班。 

### 休閒公車
台北（松山機場）至小人國；台北（六福客棧）至六福村。 
兄弟象隊於比賽時加開接駁班車。 

### 自行開車
北二高龍潭交流道下（往石門水庫方向），接中正路三林段過陸軍總部，再右轉民生路即可。 
汽車：週邊僅約20位停車位。 
機車：週邊僅約100位停車位。

## 註解
1. ↑  2014年球隊轉手給中信金融集團後，訓練基地改到屏東縣鹽埔鄉的中國信託公益園區。

## 外部連結
- 兄弟棒球場 （页面存档备份，存于）
- 棒球名人堂 （页面存档备份，存于）
- 龍潭棒球場在台灣棒球維基館上的頁面（繁體中文）
- 中華職棒大聯盟全球資訊網簡介 （页面存档备份，存于）